# João Félix
João Félix Sequeira (Viseu, 10 de noviembre de 1999) es un futbolista portugués que juega en la posición de delantero en el Al-Nassr F. C. de la Liga Profesional Saudí.

## Trayectoria

### S. L. Benfica
Tras su formación en las filas inferiores del S. L. Benfica, en 2016 subió al segundo equipo, jugando en la Segunda División de Portugal, donde tras 29 partidos disputados y siete goles anotados, fue ascendido al primer equipo. Hizo su debut con el club el 18 de agosto de 2018 en un encuentro liguero contra el Boavista F. C., donde ayudó al club lisboeta a ganar por 0-2. También hizo su debut en la Liga de Campeones de la UEFA 2018-19, el 21 de agosto de 2018, contra el PAOK Salónica FC. El 11 de abril de 2019 se convirtió en el jugador más joven, con 19 años, en marcar un triplete en la Liga Europea de la UEFA.

### Atlético de Madrid

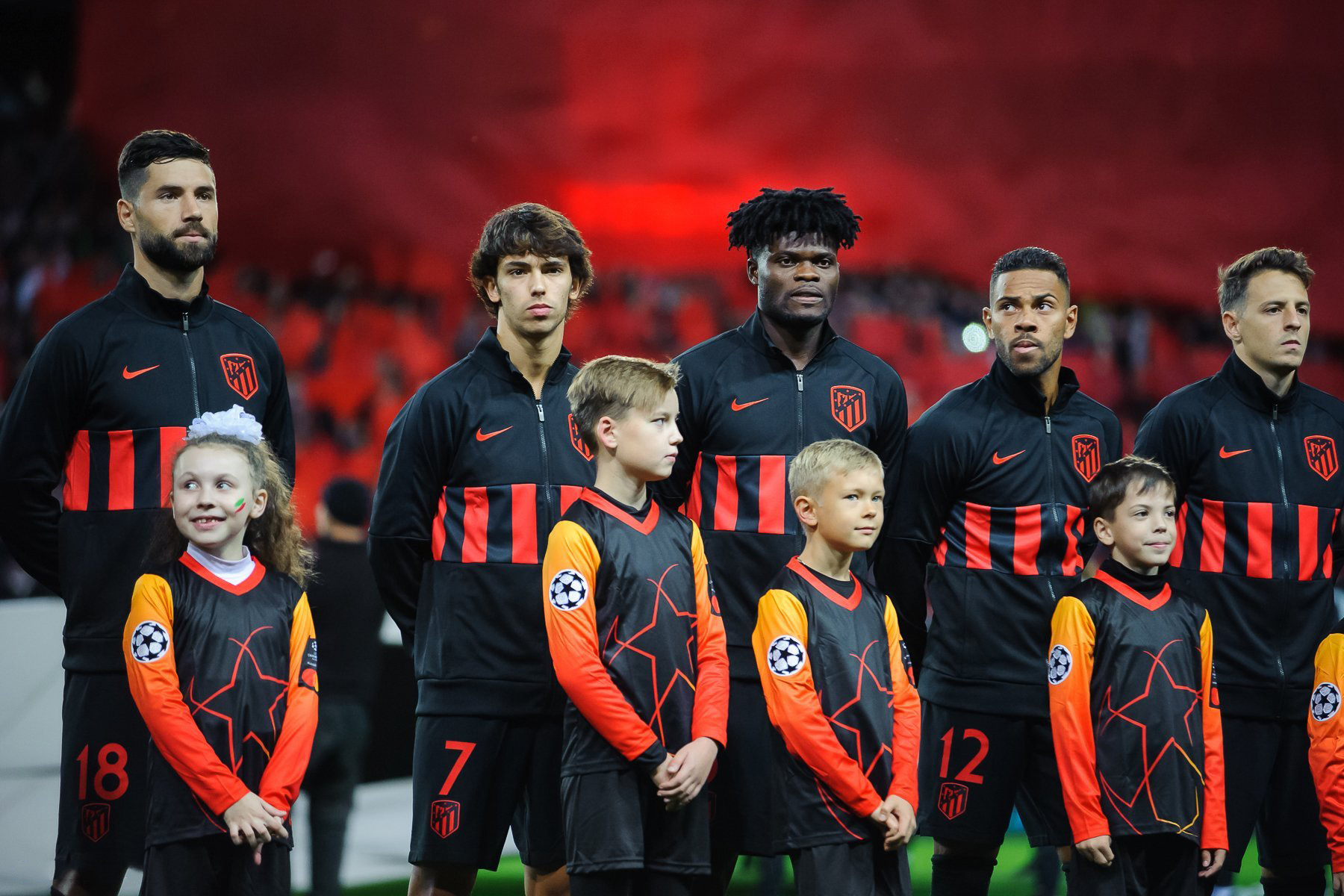
Félix con el Atlético de Madrid en 2019.

El 3 de julio de 2019 el S. L. Benfica anunció el traspaso de João Félix al Atlético Madrid por una cantidad de 126 millones de euros, convirtiéndose hasta la fecha de su fichaje en el más caro de la historia del equipo rojiblanco.
Tras ser fichado por el equipo colchonero, el 18 de agosto de 2019 João Félix debutó oficialmente con el Atlético de Madrid frente al Getafe C. F. en el campeonato de liga. Partido en el cual, a pesar de no meter gol, provocó un penalti tras hacer una jugada «maradoniana». El partido finalizó con un resultado de 1-0 a favor de los rojiblancos.
El 27 de noviembre de 2019 ganó el Premio Golden Boy al mejor futbolista del año en el fútbol europeo menor de 21 años. Un mes después, el 29 de diciembre, también ganó el premio Globe Soccer Awards al mejor jugador revelación del año.
En la temporada 2020-21 ayudó al equipo a conquistar el título de Liga con siete goles. Desde su llegada hasta la ampliación del contrato por un año más y la posterior cesión al Chelsea F. C. en enero de 2023, había conseguido anotar 34 tantos en los 131 partidos que disputó. Hizo su debut con el conjunto londinense el día después de confirmarse su llegada. Fue titular en un partido de la Premier League ante el Fulham F. C. y fue expulsado con roja directa cerca de la hora de juego.
Tras su paso por Inglaterra regresó al Atlético de Madrid. En el mes de julio, en una charla con el periodista Fabrizio Romano, expresó que su sueño era jugar en el F. C. Barcelona. Este se hizo realidad el 1 de septiembre después de que ambos clubes acordaran su cesión hasta junio de 2024 a la vez que renovó su contrato con la entidad madrileña hasta 2029. Durante el año en Barcelona jugó 44 encuentros en los que marcó diez goles y dio seis asistencias.

### Chelsea F. C.
El 21 de agosto de 2024 se marchó definitivamente del Atlético de Madrid para volver al Chelsea F. C., equipo con el que disputó veinte partidos en su anterior etapa y con el que firmó por siete años. Jugó la misma cantidad de encuentros en sus primeros meses, en los que marcó siete goles, y el 4 de febrero de 2025 fue prestado al A. C. Milan hasta final de temporada. Un día después, marcó en su debut en la victoria por 3-1 sobre la A. S. Roma en los cuartos de final de la Copa Italia. Durante su estancia en Italia anotó tres tantos en los veintiún partidos en los que tuvo minutos.

### Al-Nassr F. C.
El 29 de julio de 2025 puso fin a su segunda etapa en Inglaterra al ser traspasado al Al-Nassr F. C. saudí. Debutó el 19 de agosto en las semifinales de la Supercopa de Arabia Saudita y marcó el gol que clasificó al equipo para la final.

## Selección nacional
Tras jugar con la selección de fútbol sub-18 de Portugal, la sub-19 y la sub-21, finalmente hizo su debut con la selección absoluta el 5 de junio de 2019 en un partido de semifinales de la Liga de Naciones de la UEFA contra Suiza, encuentro que finalizó con un resultado de 3-1 a favor del equipo portugués tras los goles de Ricardo Rodríguez para Suiza, y un triplete de Cristiano Ronaldo para Portugal.
El 5 de septiembre de 2020 anotó su primer gol en el encuentro ante Croacia de la Liga de Naciones de la UEFA 2020-21 que el conjunto luso venció por 4-1.

### Participaciones en Eurocopas
| Copa          | Sede     | Resultado        | Partidos | Goles |
| ------------- | -------- | ---------------- | -------- | ----- |
| Eurocopa 2020 | Europa   | Octavos de final | 1        | 0     |
| Eurocopa 2024 | Alemania | Cuartos de final | 2        | 0     |

### Participaciones en Copas del Mundo
| Mundial      | Sede  | Resultado        | Partidos | Goles |
| ------------ | ----- | ---------------- | -------- | ----- |
| Mundial 2022 | Catar | Cuartos de final | 4        | 1     |

### Goles internacionales
| N.º | Fecha                    | Estadio                                       | Rival                | Gol | Resultado | Competición                         |
| --- | ------------------------ | --------------------------------------------- | -------------------- | --- | --------- | ----------------------------------- |
| 1   | 5 de septiembre de 2020  | Estadio do Dragão, Oporto, Portugal           | Croacia              | 3-0 | 4-1       | Liga de Naciones de la UEFA 2020-21 |
| 2   | 11 de noviembre de 2020  | Estádio da Luz, Lisboa, Portugal              | Andorra              | 7-0 | 7-0       | Amistoso                            |
| 3   | 17 de noviembre de 2020  | Estadio Poljud, Split, Croacia                | Croacia              | 1-2 | 2-3       | Liga de Naciones de la UEFA 2020-21 |
| 4   | 24 de noviembre de 2022  | Estadio 974, Doha, Catar                      | Ghana                | 2-1 | 3-2       | Mundial 2022                        |
| 5   | 26 de marzo de 2023      | Estadio de Luxemburgo, Luxemburgo, Luxemburgo | Luxemburgo           | 0-2 | 0-6       | Clasificación para la Eurocopa 2024 |
| 6   | 11 de septiembre de 2023 | Estadio Algarve, Faro, Portugal               | Luxemburgo           | 9-0 | 9-0       | Clasificación para la Eurocopa 2024 |
| 7   | 16 de octubre de 2023    | Bilino Polje, Zenica, Bosnia y Herzegovina    | Bosnia y Herzegovina | 0-5 | 0-5       | Clasificación para la Eurocopa 2024 |
| 8   | 11 de junio de 2024      | Estadio Municipal de Aveiro, Aveiro, Portugal | Irlanda              | 1-0 | 3-0       | Amistoso                            |
| 9   | 18 de noviembre de 2024  | Estadio Poljud, Split, Croacia                | Croacia              | 0-1 | 1-1       | Liga de Naciones de la UEFA 2024-25 |

## Estadísticas

### Clubes
Actualizado al último partido disputado el 19 de agosto de 2025.
| Club                          | Div.          | Temporada     | Liga  | Liga  | Liga   | Copas nacionales | Copas nacionales | Copas nacionales | Copas internacionales | Copas internacionales | Copas internacionales | Total | Total | Total  | Media goleadora |
| Club                          | Div.          | Temporada     | Part. | Goles | Asist. | Part.            | Goles            | Asist.           | Part.                 | Goles                 | Asist.                | Part. | Goles | Asist. | Media goleadora |
| ----------------------------- | ------------- | ------------- | ----- | ----- | ------ | ---------------- | ---------------- | ---------------- | --------------------- | --------------------- | --------------------- | ----- | ----- | ------ | --------------- |
| S. L. Benfica "B" Portugal    | 2.ª           | 2016-17       | 12    | 3     | 0      | —                | —                | —                | —                     | —                     | —                     | 12    | 3     | 0      | 0.25            |
| S. L. Benfica "B" Portugal    | 2.ª           | 2017-18       | 17    | 4     | 5      | —                | —                | —                | —                     | —                     | —                     | 17    | 4     | 5      | 0.24            |
| S. L. Benfica "B" Portugal    | Total club    | Total club    | 29    | 7     | 5      | 0                | 0                | 0                | 0                     | 0                     | 0                     | 29    | 7     | 5      | 0.24            |
| S. L. Benfica Portugal        | 1.ª           | 2018-19       | 26    | 15    | 9      | 8                | 2                | 1                | 9                     | 3                     | 1                     | 43    | 20    | 11     | 0.47            |
| S. L. Benfica Portugal        | Total club    | Total club    | 26    | 15    | 9      | 8                | 2                | 1                | 9                     | 3                     | 1                     | 43    | 20    | 11     | 0.47            |
| Atlético de Madrid · España   | 1.ª           | 2019-20       | 27    | 6     | 1      | 3                | 0                | 1                | 6                     | 3                     | 1                     | 36    | 9     | 3      | 0.25            |
| Atlético de Madrid · España   | 1.ª           | 2020-21       | 31    | 7     | 5      | 1                | 0                | 0                | 8                     | 3                     | 0                     | 40    | 10    | 5      | 0.25            |
| Atlético de Madrid · España   | 1.ª           | 2021-22       | 24    | 8     | 4      | 3                | 1                | 0                | 8                     | 1                     | 1                     | 35    | 10    | 5      | 0.29            |
| Atlético de Madrid · España   | 1.ª           | 2022-23       | 14    | 4     | 3      | 1                | 1                | 0                | 5                     | 0                     | 0                     | 20    | 5     | 3      | 0.25            |
| Atlético de Madrid · España   | Total club    | Total club    | 96    | 25    | 13     | 8                | 2                | 1                | 27                    | 7                     | 2                     | 131   | 34    | 16     | 0.26            |
| Chelsea F. C. Inglaterra      | 1.ª           | 2022-23       | 16    | 4     | 0      | ―                | ―                | ―                | 4                     | 0                     | 0                     | 20    | 4     | 0      | 0.2             |
| F. C. Barcelona · España      | 1.ª           | 2023-24       | 30    | 7     | 3      | 5                | 0                | 2                | 9                     | 3                     | 1                     | 44    | 10    | 6      | 0.23            |
| F. C. Barcelona · España      | Total club    | Total club    | 30    | 7     | 3      | 5                | 0                | 2                | 9                     | 3                     | 1                     | 44    | 10    | 6      | 0.23            |
| Chelsea F. C. Inglaterra      | 1.ª           | 2024-25       | 12    | 1     | 1      | 3                | 2                | 1                | 5                     | 4                     | 0                     | 20    | 7     | 2      | 0.35            |
| Chelsea F. C. Inglaterra      | Total club    | Total club    | 28    | 5     | 1      | 3                | 2                | 1                | 9                     | 4                     | 0                     | 40    | 11    | 2      | 0.28            |
| A. C. Milan · Italia          | 1.ª           | 2024-25       | 15    | 2     | 0      | 4                | 1                | 0                | 2                     | 0                     | 0                     | 21    | 3     | 0      | 0.14            |
| A. C. Milan · Italia          | Total club    | Total club    | 15    | 2     | 0      | 4                | 1                | 0                | 2                     | 0                     | 0                     | 21    | 3     | 0      | 0.14            |
| Al-Nassr F. C. Arabia Saudita | 1.ª           | 2025-26       | 0     | 0     | 0      | 1                | 1                | 0                | 0                     | 0                     | 0                     | 1     | 1     | 0      | 1               |
| Al-Nassr F. C. Arabia Saudita | Total club    | Total club    | 0     | 0     | 0      | 1                | 1                | 0                | 0                     | 0                     | 0                     | 1     | 1     | 0      | 1               |
| Total carrera                 | Total carrera | Total carrera | 224   | 61    | 31     | 29               | 8                | 5                | 56                    | 17                    | 4                     | 309   | 86    | 40     | 0.28            |
| 1. 2. 3.                      |               |               |       |       |        |                  |                  |                  |                       |                       |                       |       |       |        |                 |

### Hat-tricks
| Partidos en los que anotó tres o más goles | Partidos en los que anotó tres o más goles | Partidos en los que anotó tres o más goles | Partidos en los que anotó tres o más goles | Partidos en los que anotó tres o más goles | Partidos en los que anotó tres o más goles | Partidos en los que anotó tres o más goles | Partidos en los que anotó tres o más goles |
| #                                          | Fecha                                      | Lugar                                      | Equipo                                     | Rival                                      | Goles                                      | Resultado                                  | Competición                                |
| ------------------------------------------ | ------------------------------------------ | ------------------------------------------ | ------------------------------------------ | ------------------------------------------ | ------------------------------------------ | ------------------------------------------ | ------------------------------------------ |
| 1                                          | 11 de abril de 2019                        | Estádio da Luz, Lisboa                     | S. L. Benfica                              | Eintracht Frankfurt                        | Gol · Gol · Gol                            | 4 - 2                                      | Liga Europa 2018-19                        |

### Selección nacional
Actualizado al último partido disputado el 11 de septiembre de 2023.
| Selección | Año   | Amistosos | Amistosos | Amistosos | Eurocopa | Eurocopa | Eurocopa | Clasificación | Clasificación | Clasificación | Mundial | Mundial | Mundial | Liga de Naciones | Liga de Naciones | Liga de Naciones | Total | Total | Total  |
| Selección | Año   | Part.     | Goles     | Asist.    | Part.    | Goles    | Asist.   | Part.         | Goles         | Asist.        | Part.   | Goles   | Asist.  | Part.            | Goles            | Asist.           | Part. | Goles | Asist. |
| --------- | ----- | --------- | --------- | --------- | -------- | -------- | -------- | ------------- | ------------- | ------------- | ------- | ------- | ------- | ---------------- | ---------------- | ---------------- | ----- | ----- | ------ |
| Portugal  | 2019  | -         | -         | -         | -        | -        | -        | 4             | 0             | 0             | -       | -       | -       | 1                | 0                | 0                | 5     | 0     | 0      |
| Portugal  | 2020  | 2         | 1         | 0         | 1        | 0        | 0        | -             | -             | -             | -       | -       | -       | 6                | 2                | 1                | 9     | 3     | 1      |
| Portugal  | 2021  | 1         | 0         | 0         | -        | -        | -        | 5             | 0             | 0             | -       | -       | -       | -                | -                | -                | 6     | 0     | 0      |
| Portugal  | 2022  | 1         | 0         | 0         | -        | -        | -        | 2             | 0             | 0             | 4       | 1       | 2       | 1                | 0                | 0                | 8     | 1     | 2      |
| Portugal  | 2023  | 0         | 0         | 0         | -        | 1        | -        | 2             | 1             | 0             | -       | -       | -       | -                | -                | -                | 4     | 2     | 0      |
| Total     | Total | 4         | 2         | 1         | 2        | 1        | 0        | 12            | 0             | 0             | 4       | 1       | 2       | 8                | 2                | 1                | 30    | 5     | 3      |

## Palmarés

### Títulos nacionales
| Título           | Club               | País     | Año  |
| ---------------- | ------------------ | -------- | ---- |
| Primeira Liga    | S. L. Benfica      | Portugal | 2019 |
| Primera División | Atlético de Madrid | España   | 2021 |

### Títulos internacionales
| Título                      | Club (*)              | Sede      | Año  |
| --------------------------- | --------------------- | --------- | ---- |
| Liga de Naciones de la UEFA | Selección de Portugal | Portugal  | 2019 |
| Liga Conferencia de la UEFA | Chelsea F. C.         | Breslavia | 2025 |
| Liga de Naciones de la UEFA | Selección de Portugal | Alemania  | 2025 |

(*) Incluyendo la selección.

### Distinciones individuales
| Distinción                                                   | Año     |
| ------------------------------------------------------------ | ------- |
| Equipo ideal de la Liga Europa                               | 2018-19 |
| Premio Golden Boy                                            | 2019    |
| Globe Soccer Awards al mejor jugador revelación              | 2019    |
| Nominado al Balón de Oro                                     | 2019    |
| Jugador del Mes de la Primera División de España - noviembre | 2020    |
| Jugador del Mes de la Primera División de España - marzo     | 2022    |